# رنگ‌های واقعی (آلبوم زد)
 «رنگ‌های واقعی» (به انگلیسی: True Colors) آلبومی از هنرمند اهل روسیه زد (موسیقی‌دان) است که در ۱۵ مه ۲۰۱۵ منتشر شد. از ترانه‌های معروف این آلبوم می‌خواهم که بدانی است که با سلنا گومز ساخته شده‌است.